# Delaware, Lackawanna and Western Railroad
 (juin 2021).
Le Delaware, Lackawanna and Western Railroad (DL&W, ou Lackawanna) (sigle de l'AAR : DLW) fut un chemin de fer américain de classe I qui reliait la vallée de la rivière Lackawanna en Pennsylvanie, riche de son charbon anthracite, à Hoboken (avec une liaison vers New York par rail ou par ferry), Buffalo et Oswego. Il fusionna avec l'Erie Railroad en 1960, pour constituer l'Erie Lackawanna Railway. Ce dernier finit par être absorbé par Conrail en 1976.

## La période pré DL&W: 1832-1853
Créé le 7 avril 1832, le Ligget's Gap Railroad, resta dormant plusieurs années puis pris le nom de Lackawanna and Western le 14 avril 1851. La ligne ouvrit le 20 décembre 1851; elle partait de Scranton en direction du nord jusque Great Bend, juste au sud de la frontière de l'État de New York. À partir de Great Bend, le L&W obtint des droits de passages vers le nord et l'ouest sur le New York and Erie Rail Road jusqu'à Oswego. De Owego, il intégra le 21 avril 1855 le Cayuga and Susquehanna Railroad (réseau modernisé du Ithaca and Owego Railroad ouvert le 1er avril 1834, et représentant la partie la plus ancienne du DL&W), ce qui lui permit d'atteindre Ithaca sur le Lac Cayuga. L'écartement large de 6 pieds (1,829 m) utilisé sur tout le réseau, comme pour le New York and Erie, fut transformé en voie standard en 1876.
Le Delaware and Cobb's Gap Railroad fut créé le 4 décembre 1850 pour construire une ligne vers le sud-est, de Scranton au fleuve Delaware. Mais avant son ouverture, il se consolida avec le Lackawanna and Western pour former le Delaware, Lackawanna and Western Railroad, le 11 mars 1853. 
Le Warren Railroad (tirant son nom du Comté de Warren) fut créé le 12 février 1851 pour prolonger la ligne dans le New Jersey, à partir du pont sur le fleuve Delaware et Hampton, situé sur le Central Railroad of New Jersey.

## L'expansion: 1853-1960

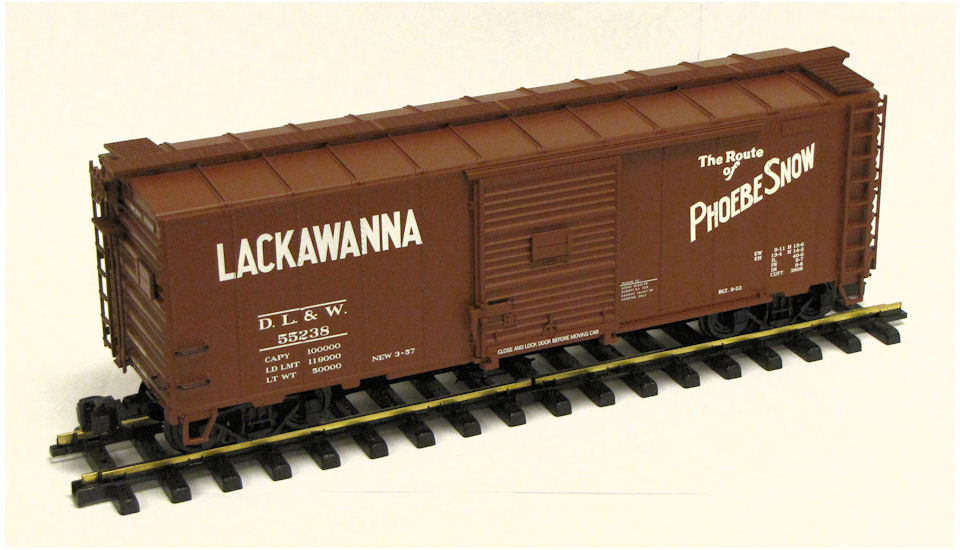
Modèle réduit d'un wagon du Lackawanna.

Le reste de la ligne, appelé de nos jours Southern Division, ouvrit le 27 mai 1856, incluant la section New Jersey (the Warren Railroad). Un troisième rail fut ajouté à la voie standard du Central Railroad of New Jersey (CNJ) à l'est de Hampton pour permettre au DL&W d'aller vers Elizabeth à l'est, grâce à des droits de passages; puis en 1864, le CNJ fut prolongé jusqu'à Jersey City.
Le 10 décembre 1868, le DL&W acheta le Morris and Essex Railroad. Cette ligne traversait le nord du New Jersey d'est en ouest; elle coupait le Warren Railroad à Washington, et permettait l'accès à Jersey City sans dépendre du CNJ. Le tunnel du Morris and Essex, passant sous le Bergen Hill, fut ouvert en 1876, et permit de réduire l'utilisation du New York, Lake Erie and Western Railway pour arriver à Jersey City. La location du Morris and Essex, permit d'apporter plusieurs nouvelles lignes dans le New Jersey, dont le Boonton Branch (ouvert en 1870), qui en contournant Newak, permettait un acheminement plus direct du fret.
Le DL&W acheta le Syracuse, Binghamton and New York Railroad en 1869, et loua l'Oswego and Syracuse Railroad le 13 février 1869. Cela apporta un embranchement  qui reliait Binghamton, Syracuse et le port d'Oswego sur le Lac Ontario.
Le Greene Railroad, créé en 1869, et ouvert en 1870, fut immédiatement loué au DL&W, procurant un petit embranchement à partir de la ligne d'Oswego entre Chenango Forks et Greene.
Également en 1870, le DL&W loua l'Utica, Chenango and Susquehanna Valley Railway, prolongeant son réseau vers Utica au nord, avec un embranchement entre Richfield Junction et Richfield Springs (totalement ouvert en 1872).

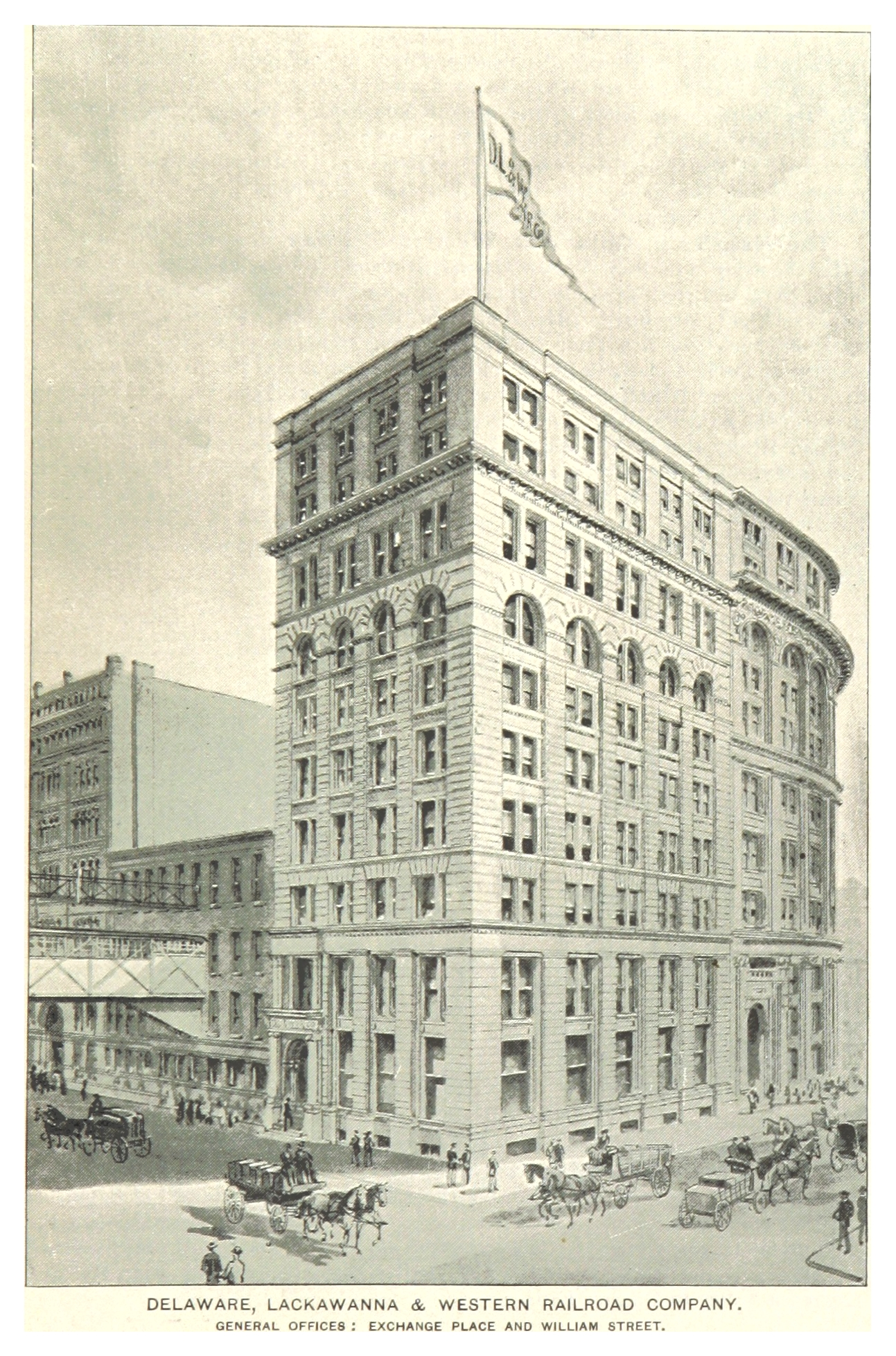
Bureaux de la compagnie, à New York City, vers 1893.

Le Valley Railroad fut créé le 3 mars 1869 pour relier Great Bend, Pennsylvanie à Binghamton; la nouvelle ligne ouvrit le 1er octobre 1871 et permit de ne plus dépendre de l'Erie.   En 1873, le DL&W contrôla le Lackawanna and Bloomsburg Railroad, un embranchement de Scranton à Northumberland au sud-ouest (avec un droit de passage sur le Northern Central Railway, appartenant au Pennsylvania Railroad, vers Sunbury).
Le 15 mars 1876, tout le réseau fut remis à l'écartement standard en un jour.
Le New York, Lackawanna and Western Railroad fut créé le 26 aout 1880 et ouvrit le 17 septembre 1882; il prolongeait le DL&W de Binghamton vers Buffalo au nord-ouest. La ligne principale passait sur l'International Bridge pour gagner l'Ontario, tandis qu'un embranchement desservait le centre de Buffalo.
Le 1er décembre 1903, le DL&W commença à exploiter l'Erie and Central New York Railroad, constituant une branche de l'Oswego line entre Cortland Junction et Cincinnatus à l'est.
En 1909, le  DL&W contrôla le Bangor and Portland Railway. Cette portion partait de Portland, situé sur la ligne principale, pour rejoindre Nazareth, avec un embranchement vers Martins Creek.
Pour résumer, le DL&W était un chemin de fer qui reliait la vallée de la rivière Lackawanna, riche en charbon anthracite (Pennsylvanie), aux villes de New York, Buffalo et Oswego (New York).

## Nouvelles gares terminus et nouveaux tracés
Le DL&W bâtit un terminus de style Beaux Arts à Hoboken en 1907, suivi d'une gare de voyageurs toujours de style Beaux Arts à Scranton, Pennsylvanie en 1908. Elle est devenue de nos jours le Radisson Hotel.
Le Lackawanna Railroad fut créé le 7 février 1908 dans le New Jersey, pour construire le New Jersey Cut-Off, qui ouvrit le 24 décembre 1911. Cela apporta un raccourci de faible pente dans le nord-ouest du New Jersey. Le raccourci incluait le Delaware Viaduct et le Paulinskill Viaduct, ainsi que trois tours de béton à Port Morris et Greendell dans le New Jersey, et Slateford Junction en Pennsylvanie.
De 1912 à 1915, fut construit le Summit Cut-Off qui permit de remanier une portion accidentée et venteuse du réseau entre Clarks Summit et Hallstead (Pennsylvanie). Ce raccourci procura une ligne plus rapide et de moindre pente entre Scranton (Pennsylvania) et Binghamton. Le Summit Cut-Off incluait l'énorme Tunkhannock Viaduc et le Martins Creek Viaduct. Ces deux raccourcis autorisaient un service à grande vitesse, car ils ne comportaient pas de passages à niveau avec une route ou une autoroute.

## Accidents
Le déraillement du train de Corning (également connu sous le nom de déraillement du train de Gibson) s'est produit à 5 h 21 le 4 juillet 1912, sur le DL&W à la gare de fret d'East Corning à Gibson à trois milles à l'est de Corning (État de New York), faisant 39 morts et 88 blessés,.
À partir de 1954, une exploitation commune avec l'Erie Railroad commença. En août 1955, l'ouragan Diane balaya une bonne partie de la ligne principale du DL&W dans la région des montagnes Poconos, obligeant la compagnie à suspendre son exploitation pendant près d'un mois.  Les contraintes d'exploitation et les dettes résultantes contribuèrent à sa fusion avec l'Erie Railroad le 17 octobre 1960.

## Les répercussions: 1960-présent

### L'Erie Lackawanna Railroad
Le 17 octobre 1960, le DL&W fusionna avec son ancien rival l'Erie Railroad pour former l'Erie Lackawanna Railway (EL). Avec cette fusion, nombre des lignes du DL&W étaient redondantes.  La ligne principale du DL&W située entre Binghamton et Corning fut abandonnée car elle était construite en proche  parallèle de la ligne principale de l'Erie. D'un autre côté, le Buffalo, New York and Erie Railroad appartenant à l'Erie fut abandonné entre Corning et Livonia en faveur de la ligne principale du DL&W. Le raccourci New Jersey Cut-Off fut même rétrogradé en voie unique. Une grande partie du service voyageur fut transféré sur le DL&W à l'est de Binghamton, grâce à l'Hoboken Terminal, gare de voyageurs du DL&W. La portion du Boonton Branch située dans Paterson fut arrachée pour laisser la place à la nouvelle autoroute Interstate 80. L'extrémité ouest du Boonton Branch fusionna avec le Greenwood Lake Branch de l'Erie, tandis que l'extrémité est fusionna avec la ligne principale de l'Erie.

### Conrail
En 1976, Conrail absorba l'EL en faillite. Le New Jersey Transit racheta la plus grande partie de l'ancien réseau du DL&W (Morris and Essex Railroad) dans le New Jersey, incluant la ligne principale à l'est de Hackettstown (exploitée par Conrail grâce à des droits de passage). Le New Jersey Cut-Off fut  abandonné en 1979 puis arraché en 1984. 

### Canadian Pacificviale Delaware and Hudson Railway
En 1979 Conrail vendit la plupart du réseau du DL&W situé en Pennsylvanie, ainsi que la portion entre  Scranton et Binghamton au Delaware and Hudson Railway (D&H). Puis le D&H fut absorbé par le Canadien Pacifique (CP) en 1991 via sa filiale Soo Line Railroad. De nos jours le CP continue d'utiliser la ligne. 

### New York, Susquehanna and Western Railway
Les embranchements de Syracuse et Utica au nord de Binghamton furent vendus par Conrail à DO Corp. Ce dernier exploite le New York, Susquehanna and Western Railway. L'embranchement de Syracuse constitue la northern division, tandis que l'embranchement d'Utica est actuellement hors service à cause d'un trafic insuffisant.

### Norfolk Southern Railway
En 1997, Conrail fut acheté par CSX Transportation et Norfolk Southern Railway. Le 1er juin 1999, le Norfolk Southern prit le contrôle de la plupart des lignes de Conrail dans le New Jersey, incluant l'ancien DL&W. Le Norfolk Southern continue d'exploiter un trafic local de fret sur la ligne. 

### New Jersey Transit
Le New Jersey Transit reprit l'activité voyageur de Conrail en 1983. Il opère sur l'ancien réseau du DL&W et tout particulièrement sur l'ancien Morris and Essex Railroad entre Gladstone et Hackettstown. En 2002, le NJ Transit consolida le Montclair Branch et le Boonton Line pour créer le Montclair Boonton Line. Le NJ Transit opère également sur la portion est d'origine du Boonton Branch, connu sous le nom de Ligne Principale. La plaque tournante du NJ Transit est localisée à Hoboken Terminal. En 1998, les États de New Jersey et de Pennsylvanie achetèrent leurs portions respectives du New Jersey Cutoff, actuellement abandonné, pour un montant de 21 millions de dollars, avec l'espoir de restaurer le service voyageur entre Hoboken et Scranton.

### Pennsylvania Northeast Regional Rail Authority
Avec le démantèlement de Conrail en 1998, ce qui resta de la ligne principale du DL&W entre Scranton et le Comté de Monroe à l'est, fut racheté par les comtés de Monroe et de Lackawanna, qui attribuèrent l'exploitation des trains au Delaware Lackawanna Railroad. En 2006, les comtés de Monroe et de Lackawanna s'unirent pour constituer le Pennsylvania Northeast Regional Rail Authority pour accélérer la reprise des trains de banlieue New York City-Scranton. 
Le Steamtown National Historic Site exploite des trains à vapeur sur la ligne de Pocono entre Scranton, Moscow et Tobyhanna. 
Depuis l'été 1998, le Delaware Lackawanna Railroad, grâce à un accord avec le Canadien Pacifique, achemine des trains de grains canadiens entre Scranton et le Harvest States Grain Mill de Pocono Summit, Pennsylvanie. 
Des anciennes sections du Lackawanna and Wyoming Valley Railroad situées entre Scranton et Moosic, ont été rachetées par le Comté de Lackawanna, Pennsylvanie et remises en service avec une électrification par caténaires ; le Delaware Lackawanna Railroad a été choisi comme opérateur pour acheminer du fret et exploiter le trolley touristique de l'Electric City Trolley Museum. 

### Les vestiges

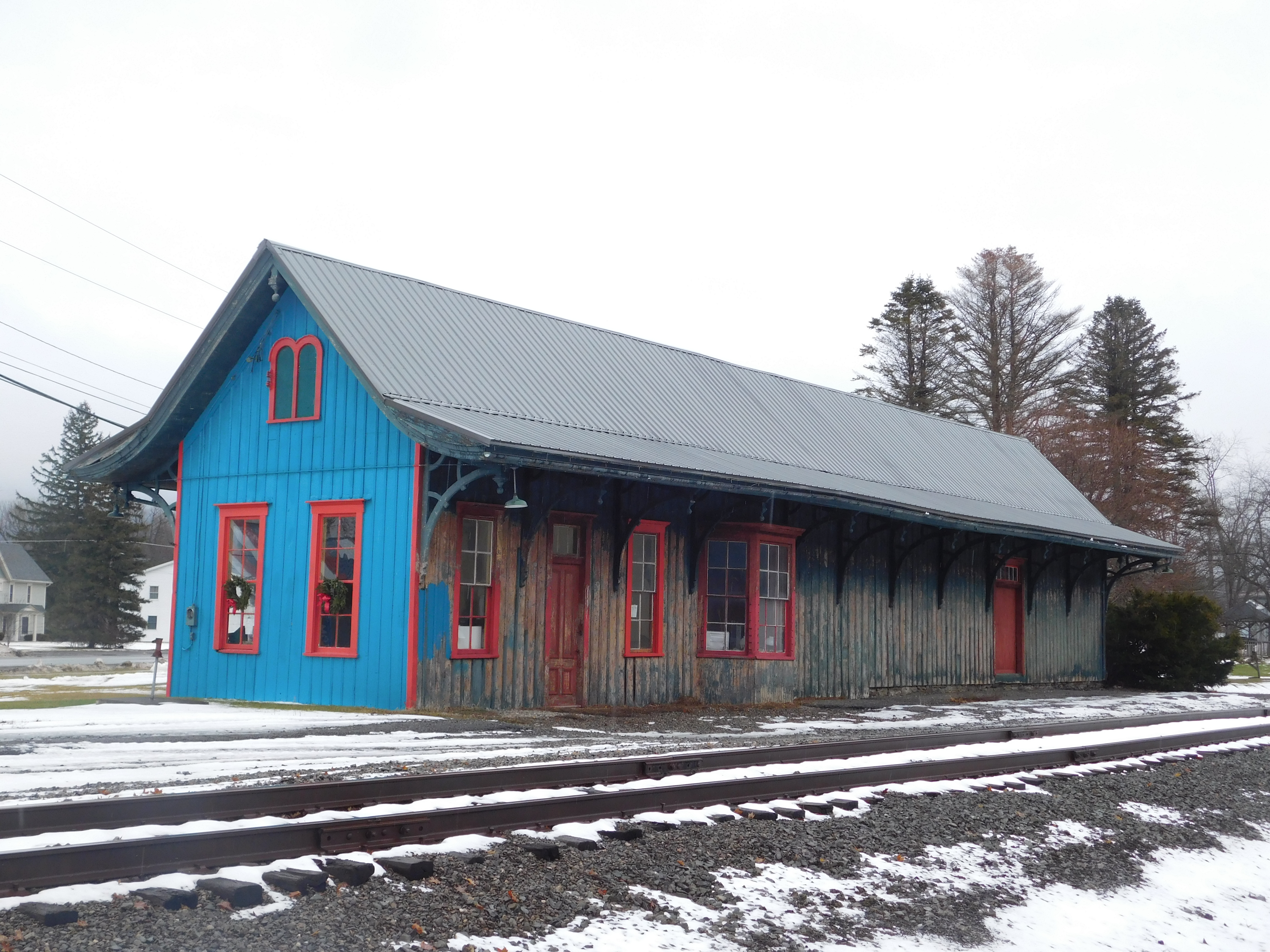
L'ancienne gare « en pagode » d’Atlanta, dans le hameau d'Atlanta (Comté de Steuben, État de New York).

La majorité de la ligne principale située à l'ouest de Binghamton fut aussi abandonnée, en faveur du Buffalo and New York City Railroad contrôlé par l'Erie. L'embranchement du Richfield Springs fut arraché en 1998 après avoir été hors service durant des années. Le Cincinnatus Branch, abandonné par l'Erie en 1960, fut partiellement reconstruit en 1999 pour stimuler une activité industrielle.
La gare de Painted Post, désaffectée, a été transformée en musée local.

## Les petites lignes dans l'orbite du DL&W
- Lackawanna and Wyoming Valley Railroad
- Greigsville and Pearl Creek Railroad
- Hanover and Newport Railroad
- Keyser Valley Railroad
- Lackawanna and Montrose Railroad
- Nanticoke Coal and Iron Railroad
- Pohatcong Railroad
- Port Dickinson and Chenango River Railroad
- Syracuse and Baldwinsville Railway